# William John Bremner
William John Bremner, conegut com a Billy Bremner, fou un destacat futbolista escocès dels anys 60 i 70.

## Trajectòria esportiva

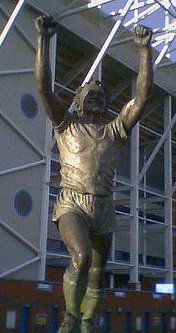
Estàtua de Billy Bremner a l'estadi Elland Road del Leeds United.

Bremner va néixer a Stirling el 9 de desembre del 1942. Quasi tota la seva trajectòria la desenvolupà al Leeds United, on fou el seu capità, a més de ser votat com el millor jugador de la història del club. Jugava de migcampista. Fou 54 cops internacional amb la selecció de futbol d'Escòcia entre 1965 i 1976, amb la qual disputà la fase final del campionat del món de 1974. Marcà 3 gols. És membre del saló de la fama del futbol escocès i també del futbol anglès. Un cop retirat fou entrenador del mateix Leeds, així com del Doncaster Rovers. Va morir, a Doncaster el 7 de desembre de 1997 per un atac de cor.
El 1998 fou escollit per la Football League a la llista de les 100 llegendes del futbol anglès.
Com a jugador
- Leeds United: 1959-1976, 587 partits, 90 gols
- Hull City AFC: 1976-1979, 61 partits, 6 gols
- Doncaster Rovers: 1979-1981, 5 partits, 0 gols

Com a entrenador
- Doncaster Rovers: 1978-1985
- Leeds United: 1985-1988
- Doncaster Rovers: 1989-1991

## Estadístiques com entrenador
| Equip            | Nac. | De                  | A                   | Rècord | Rècord | Rècord | Rècord | Rècord |
| Equip            | Nac. | De                  | A                   | PJ     | PG     | PP     | PE     | %      |
| ---------------- | ---- | ------------------- | ------------------- | ------ | ------ | ------ | ------ | ------ |
| Doncaster Rovers |      | 25 de novembre 1978 | 1 d'octubre 1985    | 319    | 115    | 121    | 83     | 36.05  |
| Leeds United     |      | 11 d'octubre 1985   | 28 de setembre 1988 | 143    | 59     | 52     | 32     | 41.25  |
| Doncaster Rovers |      | 3 de juliol 1989    | 2 de novembre 1991  | 115    | 33     | 54     | 28     | 28.69  |